# Serviola (náutica)

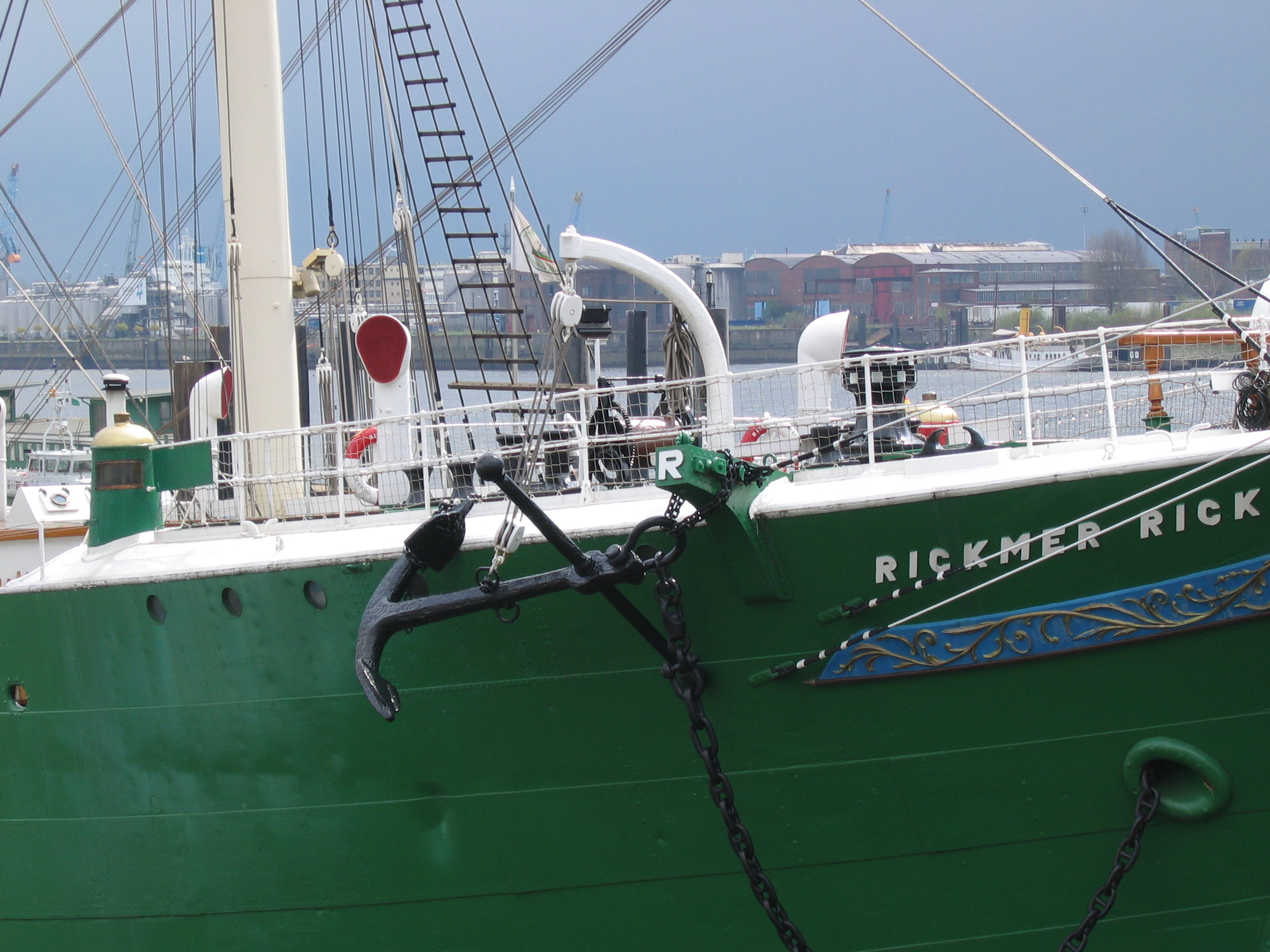
Ancla izada mediante una serviola.

En náutica, la serviola de una embarcación es un pescante muy robusto que se instala en las proximidades de las amuras y hacia el exterior del costado de un buque. Sirve para levantar y poner en su sitio de reposo en la embarcación, el ancla, después de subirla de la superficie del agua (fr. Bossoir; ing. Cathead; it. Grua).

## Descripción

### Serviola antigua
Es una viga que tiene en su extremo tiene un juego de varias cajeras con sus roldanas por las que laborea el aparejo de gata.

### Serviola moderna
Es una pieza curva que tiene en su extremo una polea con las que laborea el aparejo de gata.

## Partes de Serviola
|     | Español                                      | Inglés                    | Descripción |
| --- | -------------------------------------------- | ------------------------- | --- |
| 1   | Pie de amigo de la Serviola (Estribo, Aleta) | Supporter of the cat head | es la pieza curva que sostiene la serviola al salir fuera de la borda. |
| 2   | Bao del fronton de proa                      | Cat Beam (Beakhead Beam)  | es el bao más grueso en el barco, y generalmente, es hecho de 2 baos juntos y empernados. |
| 3   | Cajera                                       |                           | Cada una de las 3 aberturas que tiene la serviola para la colocación y giro de la roldanas respectivas. |
| 3.1 | Roldanas                                     | Sheaves                   | |
| 4   | Beta de gata                                 | Cat Fall                  | |
| 5   | Aparejo de gata                              | Cat tackle                | es el que sirve para suspender el ancla desde la superficie del agua a la serviola. (ing. ). |
| 5.1 | Cuadernal de gata                            | Cat Block                 | |
| 5.2 | Gancho de gata                               | Cat Hook                  | |
| 6   | Capón (Boza)                                 | Cathead Stopper           | Cabo grueso, forrado de precinta y meollar, que está fijado en la serviola y sirva para sujetar o tener suspendida el ancla por el arganeo.                                                                                                  |
| 7   | Disparador                                   |                           | Pequeña máquina de hierro que se asegura en la serviola para colgar el ancla cuando se va a dar fondo, y ejecutar esta maniobra con la mayor prontitud y facilidad. Otra igual se pone el costado a popa de la serviola con el mismo objeto. |